# Flyte Tyme
Flyte Tyme（フライト タイム）は、SOUL'd OUTの2ndシングルである。

## 概要
- 初のオリコントップ10入り。
- この曲でテレビ朝日系『ミュージックステーション』に初出演を果たす[2]。
- 累計売上が9万枚を越しており、自身のシングル売上1位である。

## 収録曲
| 全作曲: Diggy-MO'，Shinnosuke、全編曲: Shinnosuke。 |                          |                  |                         |      |
| #                                                   | タイトル                 | 作詞             | 作曲・編曲              | 時間 |
| 1.                                                  | 「Flyte Tyme」           | Diggy-MO',Bro.Hi | Diggy-MO' ， Shinnosuke | 4:59 |
| 2.                                                  | 「ディギーはトリッキー」 | Diggy-MO'        | Diggy-MO' ， Shinnosuke | 2:04 |
| 3.                                                  | 「輪舞曲」               | Diggy-MO',Bro.Hi | Diggy-MO' ， Shinnosuke | 4:25 |
| 合計時間:                                           | 合計時間:                | 合計時間:        | 11:28                   |      |

## 楽曲解説

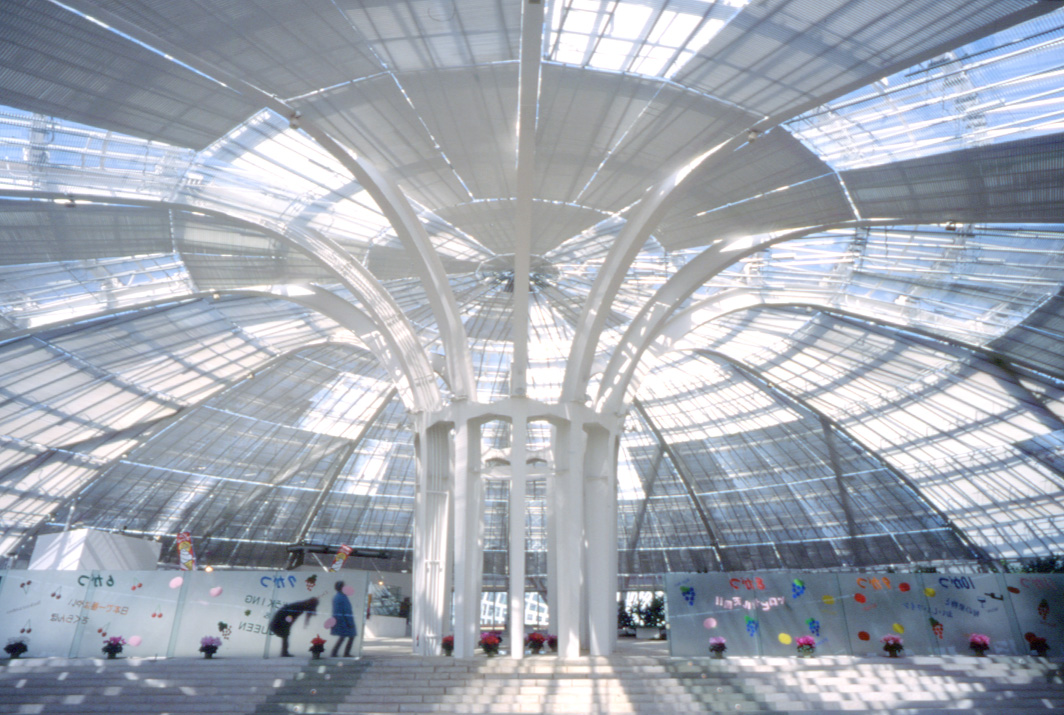
PVが撮影された山梨県笛吹川フルーツ公園のくだもの広場

1. Flyte Tyme
オケには1970年代のブラック・コンテンポラリー風フレーズが多用されている[3]。
元々は他アーティストへの提供を想定してトラックが制作されていた[4]。
MVは山梨県笛吹川フルーツ公園で撮影された。
タイトルの"Flyte Tyme"はShinnosukeが敬愛するプロデュースチーム・ジャム&ルイスのレーベル名から取ったもので、アメリカのR&B歌手であるノディーシャ（英語版）が来日した際に、帯同していたジャム&ルイスにShinnosukeがこの曲を渡したという逸話がある[4]。
2. ディギーはトリッキー
楽器を使わず声だけで制作された。歌詞が非公開である。
3. 輪舞曲

## 収録アルバム
- SOUL'd OUT（#1、#3　両方アルバムバージョン）
- Movies&Remixies（#1）
- Single Collection（#1）
- Flip Side Collection（#2、#3）

## タイアップ
Flyte Tyme
日本テレビ系「爆笑問題のススメ」2003年4月度エンディングテーマ
日本テレビ系「AX MUSIC-TV」AX POWER PLAY #028